# Zoot at Ronnie Scott's
Zoot at Ronnie Scott's è un album live di Zoot Sims (con jazzisti inglesi quali Ronnie Scott, Jimmy Deuchar, Harold McNair e altri), pubblicato dalla Fontana Records nel febbraio del 1962. Il disco fu registrato dal vivo il 13 e 15 novembre 1961 al Ronnie Scott Club di Londra, Inghilterra.

## Tracce
Lato A
1. Love for Sale – 12:36 (Cole Porter)
2. The Haunted Jazz Club – 6:04 (Stan Tracey)
3. Desperation – 3:41 (Jimmy Deuchar)

Lato B
1. Tangerine – 6:06 (Johnny Mercer, Victor Schertzinger)
2. Gone with the Wind – 8:13 (Allie Wrubel, Herbert Magidson)
3. Harry Flicks – 5:25 (Harold McNair)
4. Suddenly Last Tuesday – 6:21 (Jimmy deuchar)

Edizione CD del 2014 dal titolo At Ronnie Scott's 1961: The Complete Recordings, pubblicato dalla Acrobat Records
1. Love for Sale – 12:36 (Cole Porter)
2. The Haunted Jazz Club – 6:04 (Stan Tracey)
3. Desperation – 3:41 (Jimmy Deuchar)
4. Tangerine – 6:06 (Johnny Mercer, Victor Schertzinger)
5. Gone with the Wind – 8:13 (Herbert Magidson, Allie Wrubel)
6. Harry Flicks – 5:25 (Harold McNair)
7. Suddenly Last Tuesday – 6:21 (Jimmy Deuchar)
8. Blues in E Flat (Blue Hodge) – 8:59 (Gary McFarland)
9. Somebody Loves Me – 6:56 (Buddy DeSylva, George Gershwin, Ballard McDonald)
10. Stompin' at the Savoy – 6:47 (Benny Goodman, Andy Razaf, Edgar Sampson, Chick Webb)
11. Autumn Leaves – 7:32 (Joseph Kosma, Jacques Prévert, Johnny Mercer)

## Musicisti
Love for Sale
- Zoot Sims - sassofono tenore
- Stan Tracey - pianoforte
- Kenny Napper - contrabbasso
- Jackie Dougan - batteria

The Haunted Jazz Club
- Ronnie Scott - sassofono tenore
- Jimmy Deuchar - tromba
- Stan Tracey - pianoforte
- Kenny Napper - contrabbasso
- Jackie Dougan - batteria

Desperation
- Zoot Sims - sassofono tenore
- Ronnie Scott - sassofono tenore
- Jimmy Deuchar - tromba
- Stan Tracey - pianoforte
- Kenny Napper - contrabbasso
- Jackie Dougan - batteria

Tangerine
- Harold McNair - sassofono alto, flauto
- Terry Shannon - pianoforte
- Jeff Cline - contrabbasso
- Phil Seamen - batteria

Gone with the Wind
- Zoot Sims - sassofono tenore
- Stan Tracey - pianoforte
- Kenny Napper - contrabbasso
- Jackie Dougan - batteria

Harry Flicks
- Harold McNair - sassofono alto
- Terry Shannon - pianoforte
- Jeff Cline - contrabbasso
- Phil Seamen - batteria

Suddenly Last Tuesday
- Ronnie Scott - sassofono tenore
- Jimmy Deuchar - tromba
- Stan Tracey - pianoforte
- Kenny Napper - contrabbasso
- Jackie Dougan - batteria[3][4][5]